# Kod 1 z n
Kod 1 z n – stosowany głównie w elektronice cyfrowej sposób kodowania, w którym słowa binarne o długości n bitów zawierają zawsze tylko jeden bit o wartości 1. Pozycja jedynki determinuje zakodowaną wartość, jest to więc kod pozycyjny, wagowy.
Używa się również negacji kodu 1 z n, wtedy pozycja zera koduje wartość, a reszta bitów jest ustawiona.
| Wartość dziesiętna | Wartość binarna | Wartość jedynkowa | Kod 1 z 10 |
| ------------------ | --------------- | ----------------- | ---------- |
| 0                  | 0000            | 0000000000        | 0000000001 |
| 1                  | 0001            | 0000000001        | 0000000010 |
| 2                  | 0010            | 0000000011        | 0000000100 |
| 3                  | 0011            | 0000000111        | 0000001000 |
| 4                  | 0100            | 0000001111        | 0000010000 |
| 5                  | 0101            | 0000011111        | 0000100000 |
| 6                  | 0110            | 0000111111        | 0001000000 |
| 7                  | 0111            | 0001111111        | 0010000000 |
| 8                  | 1000            | 0011111111        | 0100000000 |
| 9                  | 1001            | 0111111111        | 1000000000 |